# Veinte

Icosaedro

El veinte (20) es el número natural que sigue al 19 y precede al 21.

## Matemáticas
- El 20 es un número compuesto, que tiene los siguientes factores propios: 1, 2, 4, 5 y 10. Como la suma de sus factores es 22 > 20, se trata de un número abundante. La suma de todos sus divisores: 1, 2, 4, 5, 10 y 20 = 42.
- Es un número semiperfecto.
- Un número tetraédrico.
- Un poliedro de 20 caras recibe el nombre de icosaedro.
- Un dodecaedro tiene 20 vértices.
- Se puede escribir como la suma de tres números de Fibonacci, 20 = 13 + 5 + 2.
- Al número 20 también se le conoce como el "número de dios", ya que se demostró, que 20 es el mínimo número de movimientos en el que se puede resolver un Cubo de Rubik.
- Es un número oblongo.
- Es un número práctico.
- Es un autonúmero.
- Es un número de Harshad.
- Es la base del sistema de numeración maya.
- Es parte de las ternas pitagóricas (12, 16, 20), (15, 20, 25), (20, 21, 29), (20, 48, 52), (20, 99, 101).
- El 20 se emplea como base del sistema vigesimal, usado en euskera. También existen restos del sistema vigesimal en algunos idiomas europeos, por ejemplo en el inglés «score» (20) o el francés «quatre vingts» (80, literalmente cuatro veintenas). De igual forma, en el antiguo sistema monetario inglés, había veinte chelines en una libra esterlina.
- Es un número palíndromo en el sistema de numeración posicional de base 3 (202).
- Es la suma de dos cuadrados, 20 = 2 2 + 4 2 .

## Química
- Número atómico del calcio (Ca).

## Física
- 3.er número mágico en física.

## Política
- G20 es un foro cuyos miembros permanentes son 19 países de todos los continentes.

## Informática
- La IANA recomienda el uso de este número de puerto en el protocolo de datos FTP.

## Astronomía
- Objeto de Messier M20 es una región H II en la constelación de Sagitario.
- Objeto del Nuevo Catálogo General NGC 20 es una galaxia lenticular localizada en la constelación de Andrómeda.
- (20) Massalia es un asteroide del cinturón de asteroides